# James Kwesi Appiah
James Kwesi Appiah (ur. 30 czerwca 1960 w Kumasi) – ghański trener piłkarski i piłkarz grający na pozycji lewego obrońcy.

## Kariera klubowa
Swoją karierę piłkarską Appiah rozpoczął w klubie Prestea Mine Stars, w którym zadebiutował w 1982 roku. W 1983 roku przeszedł do Asante Kotoko z miasta Kumasi. Grał w nim do końca kariery, czyli do 1993 roku. Wraz z Asante Kotoko wywalczył siedem tytułów mistrza Ghany w sezonach 1983, 1986, 1987, 1988/1989, 1990/1991, 1991/1992 i 1992/1993. Zdobył też Puchar Ghany w 1994 roku i Puchar Mistrzów w 1983 roku.

## Kariera reprezentacyjna
W reprezentacji Ghany Appiah zadebiutował w 1982 roku. W 1982 roku został powołany do kadry Ghany na Puchar Narodów Afryki 1982. Nie zagrał w nim w żadnym meczu. Z Ghaną został mistrzem Afryki.
W 1984 roku Appiaha powołano do kadry na Puchar Narodów Afryki 1984. Wystąpił na nim w jednym spotkaniu grupowym, z Algierią (0:2).
Z kolei w 1992 roku Appiah był w kadrze Ghany na Puchar Narodów Afryki 1992. Zagrał na nim w trzech meczach: grupowym z Egiptem (1:0), ćwierćfinałowym z Kongiem (2:1) i półfinałowym z Nigerią (2:1). Z Ghaną wywalczył wicemistrzostwo Afryki. W kadrze narodowej grał do 1992 roku.

## Kariera trenerska
Po zakończeniu kariery piłkarskiej Appiah został trenerem. W 2011 roku prowadził kadrę Ghany U-23, a w 2012 roku został selekcjonerem pierwszej reprezentacji. W drugiej połowie 2012 roku awansował z nią na Puchar Narodów Afryki 2013.